# Vloedlijn (bouwkunde)
Een vloedlijn is in oude bouwtermen het onderste deel van een muur (tot ca 60 cm) die ter bescherming tegen vocht vaak geteerd (meest bij hout) of gewitkalkt werd. In metselwerk is de vloedlijn wel in steens- en de rest van de muur halfsteens opgetrokken.
Om optrekkend vocht in een muur te vermijden kan gebruik gemaakt worden van niet-poreuze bakstenen.